# Cyberpunk 2077: Phantom Liberty
Cyberpunk 2077: Phantom Liberty ist eine Erweiterung des polnischen Entwicklerstudios CD Projekt RED zum Action-Rollenspiel Cyberpunk 2077. Es wurde am 26. September 2023 veröffentlicht. Wie das Hauptspiel ist Phantom Liberty an das Pen-&-Paper-Rollenspiel Cyberpunk 2020 angelehnt. Unabhängig vom Hauptspiel erzählt es aber eine eigenständige Geschichte. Es soll die einzige Erweiterung für Cyberpunk 2077 sein.

## Handlung
Nachdem er die Geschäfte der Voodoo Boys in Pacifica abgeschlossen hat, wird V von Song „Songbird“ So Mi, der Beraterin von NUSA-Präsidentin Rosalind Myers, kontaktiert. Sie erklärt, dass ihr Transportmittel, die Space Force One, über Night City abgeschossen wurde und im Begriff ist, im gesetzlosen Bezirk Dogtown abzustürzen. Songbird bittet V, bei der Rettung von Myers zu helfen, wenn sie im Gegenzug das Relikt daran hindert, Vs Gehirn zu zerstören. Songbird warnt V auch, dass der Warlord, der Dogtown beherrscht, Kurt Hansen, wahrscheinlich versuchen wird, die Gelegenheit zu nutzen, um Myers zu entführen. V gelingt es, Myers von der Absturzstelle zu befreien und sie in ein sicheres Haus zu bringen, doch unterwegs verlieren sie den Kontakt zu Songbird. Im Unterschlupf warnt Johnny V., dass Songbird und Myers möglicherweise Geheimnisse vor ihnen verbergen.
Am nächsten Morgen ist Songbird immer noch nicht aufgetaucht. Eine besorgte Myers bittet V, Kontakt mit Solomon Reed aufzunehmen, einem NUSA-Schläferagenten, der in Dogtown stationiert ist. Reed erklärt sich bereit zu helfen, aber V erfährt, dass Reed von der NUSA in Night City im Stich gelassen wurde, nachdem er nur knapp ein Attentat von Arasaka überlebt hatte. Sie nehmen die Hilfe einer anderen Agentin namens Alexa „Alex“ Xenakis und eines Unterwelt-Netzbetreibers namens Slider in Anspruch, der Songbirds Spur verfolgt. Er ist schockiert, als er entdeckt, dass Songbird die Blackwall, die Firewall, die die Welt vor abtrünnigen KIs schützt, die das alte Netz bewohnen, durchdrungen hat, um Kontakt mit V aufzunehmen. Slider gelingt es, den Kontakt zu Songbird wiederherzustellen, die V mitteilt, dass sie sich in Hansens Gewahrsam befindet, aber Slider wird getötet, als seine Verbindung einen Kurzschluss erleidet.
V trifft sich wieder mit Reed in seinem Unterschlupf, wo er enthüllt, dass die NUSA Songbird beauftragt hat, ihn an Arasaka zu verkaufen. Er enthüllt auch, dass Songbird die Blackwall auf Myers’ Befehl hin untersucht hat, was nach internationalem Recht verboten ist. Trotzdem will Reed Songbird retten, also dringen er und V in Hansens Hauptquartier ein. Sie treffen Songbird, die ihnen erklärt, dass ihr Geist von der Blackwall korrumpiert wurde, Hansen aber ein Gerät namens Neuralmatrix besitzt, das sowohl ihren als auch Vs Zustand heilen kann. Songbird schmiedet einen Plan, um die Matrix von Hansen zu stehlen, während Reed und V erkennen, dass der Flugzeugabsturz von Songbird inszeniert wurde, damit sie Hansen erreichen und die Matrix erwerben kann, um sich selbst zu retten. V hat nun die Wahl: Entweder er lässt Songbird ihr Ziel erreichen oder er verrät sie mit Hilfe eines Eisbrechers, den Reed den beiden gibt.
Wenn V Songbird verrät, sichert sie sich die Matrix, erliegt aber der Cyberpsychose, nachdem sie Vs Verrat erkannt hat. Songbird alarmiert Hansen, der daraufhin Alex tötet. V tötet Hansen bei der Verfolgung von Songbird, kann sie aber nicht daran hindern, nach Cynosure zu fliehen, einer alten Militech-Einrichtung, die Soulkiller entgegenwirken soll. Als V sie einholt, ist Songbird bereits den Auswirkungen der Blackwall erlegen. Je nachdem, wie sich V entscheidet, wird Songbird entweder eingeschläfert, um zu verhindern, dass sie in die Obhut der NUSA gerät, oder sie wird Reed übergeben, damit er ihr helfen kann.
Wenn V sich auf Songbirds Seite schlägt, tötet Alex Hansen, während V und Songbird aus der Gegend fliehen. Songbird bittet dann V, ihr bei der Flucht vom Night City-Raumhafen zum Mond zu helfen. Auf dem Weg dorthin gesteht Songbird V, dass sich die Matrix nach einmaligem Gebrauch auflöst und daher nur einen von ihnen retten kann. V steht vor der Entscheidung, Songbird in Reeds Gewahrsam zu übergeben oder Songbirds Start zum Mond zu unterstützen, was zu einem Patt führt, bei dem Reed stirbt.
Wenn Reed und Songbird beide überleben, wird ein neues Spielende freigeschaltet. Myers beglückwünscht V zum Abschluss ihrer Mission, und Reed teilt ihnen mit, dass die Matrix verwendet werden kann, um V zu heilen. Wenn V zustimmt, verwenden die NUSA-Chirurgen die Matrix, um das Relikt erfolgreich aus Vs Gehirn zu entfernen, aber die Operation löscht Johnny vollständig aus, versetzt V in ein zweijähriges Koma (in dem die meisten von Vs Freunden weiterleben) und verursacht irreparable Schäden an Vs Gehirn, die ihn unfähig machen, Kampfimplantate zu verwenden. Da er nicht in sein altes Leben als Söldner zurückkehren kann, muss V akzeptieren, dass er von nun an als normaler Zivilist leben muss.

## Synchronisation
| Rollenname            | Englische Synchronsprecher | Deutsche Synchronsprecher |
| --------------------- | -------------------------- | ------------------------- |
| V (männliche Stimme)  | Gavin Drea                 | Björn Schalla             |
| V (weibliche Stimme)  | Cherami Leigh              | Flavia Vinzens            |
| Johnny Silverhand     | Keanu Reeves               | Benjamin Völz             |
| Solomon Reed          | Idris Elba                 | Oliver Stritzel           |
| Song "Songbird" So Mi | Minji Chang                | Julia Kaufmann            |
| Rosalind Myers        | Kay Bess                   | Daniela Hoffmann          |
| Alena „Alex“ Xenakis  | Yvonne Senat Jones         | Marieke Oeffinger         |
| Mr. Hands             | Alex Jordan                | Matthias Klie             |
| Kurt Hansen           | Eliah Mountjoy             | Torben Liebrecht          |
| Aurore Cassel         | Leonie Schliesing          | Sarah Alles               |
| Aymeric Cassel        |                            | Michael Baral             |

## Rezeption
Laut Wertungsaggregator Metacritic erhielt Phantom Liberty „im Allgemeinen positive“ Bewertungen (PC und PlayStation 5) bis hin zu „universellem Beifall“ (Xbox Series X) seitens der Spielepresse.